# Tanyproctus rugulosus
Tanyproctus rugulosus är en skalbaggsart som beskrevs av Leon Fairmaire 1892. Tanyproctus rugulosus ingår i släktet Tanyproctus och familjen Melolonthidae. Inga underarter finns listade i Catalogue of Life.